# Theo Übelacker
Theo Übelacker, född 20 januari 2001, är en svensk tidigare handbollsspelare. Han spelade under sin karriär som högernia för Lugi HF. Übelacker tvingades avsluta sin handbollskarriär 2023, bara 22 år gammal, på grund av upprepade hjärnskakningar.
Han deltog i U19-VM 2019. Han är son till tidigare handbollsspelarna Paul Übelacker och Lena Bengtsson.